# Molton

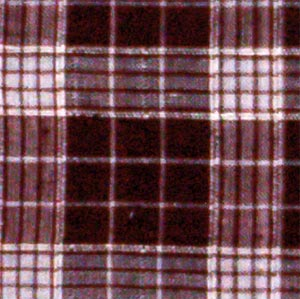
Molton

Molton is een geruwd, in effen of keperbinding geweven, dik wollen, halfwollen of katoenen weefsel; de stof kan aan een of aan beide zijden worden geruwd (moltonneren). Het woord is afgeleid van het Latijnse woord mollis, dat zacht betekent.
Molton kan toegepast worden in de vorm van een deken (het moltondeken) of laken dat boven op het matras wordt gelegd, of als een hoeslaken. Het wordt gebruikt omdat het veel (lichaams)vocht kan opnemen. In tegenstelling tot het matras, kan een katoenen moltondeken bij betrekkelijk hoge temperatuur gewassen worden.
Molton (geruwd weefsel) wordt ook in kleding gebruikt, zoals sweaters. Lichte en losse, weinig geruwde stof met een glad of gekeperd weefsel is flanel, dit wordt vooral in nachtkleding en werkoverhemden toegepast.

## Overige
Molton moet niet verward worden met "melton". Melton is een wollen stof met aan beide kanten een haardek. De stof is licht gevold en wordt gebruikt voor rokken, kostuums en mantels.